# Pierre Renouvin
Pierre Renouvin (Párizs, 1893. január 9. – Párizs, 1974. december 7.) francia történész, a nemzetközi kapcsolatok /diplomáciatörténet/ kutatója.

## Életpályája
1893-ban született Párizsban, tanulmányait a Louis-le-Grand gimnáziumban végezte, majd jogi diplomát szerzett. Kezdetben a francia forradalom történetével foglalkozott, doktori disszertációját is ebben a témakörben írta.
A Nagy Háborúban gyalogosként szolgált, súlyosan megsebesült, elvesztette bal karját. Személyes érintettsége és az oktatási miniszter Andrew Honnorat kérésére átfogó vizsgálatot kezdett az első világháború kirobbanásának okairól. 1920–33-ig a Sorbonne Hadtörténeti Könyvtárában kutatott, 1933–64-ig pedig főállású professzorként dolgozott.
Renouvin az első világháborút kutató történészek első generációjához tartozott, tehát kutatásainak középpontjában a háborús felelősség kérdése állt. Igyekezett minél objektívabb álláspontra helyezkedni, amit a korszak feszült politikai légköre jelentősen akadályozott. Hatalmas mennyiségű diplomáciai dokumentációt vizsgált át, összehasonlító elemzés alá vetette a német és francia nacionalizmust, politikai érdekszférákat, motivációkat. Nem fogadta el Németország kizárólagos felelősségét a háború kirobbantásában. A francia baloldal támadta őt, mert bebizonyította, hogy a júliusi krízist feltáró dokumentum, az ún. „Sárga Könyv” hamisítvány. Ennek ellenére rámutatott a francia–orosz agresszió németek általi túlhangsúlyozásának hibáira is.
Renouvin haláláig még számtalan modern szemléletű, a középkortól a legújabb korig terjedő diplomáciatörténeti tanulmányt jelentetett meg, mellyel máig nagy hatást gyakorol a történettudományra ill. az azóta önálló diszciplínává fejlődött nemzetközi kapcsolatokra.

## Érdekesség
Egy 1958. január 1-jén kelt nyílt levélben Renouvin a Nemzetközi Történettudományi Bizottsággal együttesen követelte a kiváló magyar történész, Kosáry Domokos szabadon engedését, akit 1956-os szerepvállalásáért börtönöztek be.

## Fontosabb munkái
- Les formes du gouvernement de guerre, 1925. (Háborús kormányzati formák)
- Les origines immédiates de la guerre (28 juin-4 août 1914), 1925. (A háború közvetlen okai. 1914. jún. 4.-aug. 28.)
- La crise européenne et la grande guerre, 1904-1918, 1934. (Az európai válság és a Nagy Háború 1904-1918)
- La question d’Extrême Orient, 1840-1940, 1946. (Távol-keleti kérdések 1840-1940)
- Les crises du XXe siècle de 1914-1929, 1957-1959. (Válságok a XX. században), Jean-Baptiste Duroselle-lel közösen, társszerzőként, in: Introduction à l’histoire des relations internationales, 1964.

## Fordítás
- Ez a szócikk részben vagy egészben  a   Pierre Renouvin című francia Wikipédia-szócikk fordításán alapul.  Az eredeti cikk szerkesztőit annak laptörténete sorolja fel. Ez a jelzés csupán a megfogalmazás eredetét és a szerzői jogokat jelzi, nem szolgál a cikkben szereplő információk forrásmegjelöléseként.
- Ez a szócikk részben vagy egészben  a   Pierre Renouvin című angol Wikipédia-szócikk fordításán alapul.  Az eredeti cikk szerkesztőit annak laptörténete sorolja fel. Ez a jelzés csupán a megfogalmazás eredetét és a szerzői jogokat jelzi, nem szolgál a cikkben szereplő információk forrásmegjelöléseként.